# Morgan McLaughlin
Morgan McLaughlin (* 26. April 1980 in Toronto, Ontario) ist eine kanadische Basketballspielerin.

## Leben
Sie machte ihr Abitur an dem Humberside Collegiate in Toronto, studierte Geschichte und Kinesiologie an der Simon Fraser University und spielte dort bis zum Jahr 2005 im Universitäts-Damen-Basketball-Team.
Mit ihrem Team blieb sie in der Saison 2001/2002 ungeschlagen und wurde Kanadische Meisterin der CIS (Canadian Interuniversity Sport National Championship). Aufgrund ihrer guten Leistungen wurde sie 2004  ins All-Star-Team berufen. Auch 2005 blieb die 1,88 Meter lange Athletin mit ihrer Mannschaft in 38 Spielen ungeschlagen und wurde 2004 und 2005 Kanadischer Meister der CIS.
Ab 2006 trainierte sie verschiedene Mannschaften und wechselte zur Saison 2007/2008 für eine Saison nach Deutschland in die 1. Damenbasketball-Bundesliga zum BC Marburg.
2015–2016 fur die Lady Rock in der Scottish National Liga gespielt, mit einem dritten Platz.